# Partula radiolata
Espèce
Statut de conservation UICN

 CR A2ce, B1+2abcde : 
En danger critique
Partula radiolata est une espèce d'escargots terrestres appartenant à la famille des Partulidae. Endémique à l'île de Guam, cette espèce est menacée de disparition.